# Bittou
Bittou là một tổng thuộc tỉnh Boulgou ở phía đông Burkina Faso. Thủ phủ là thị xã Bittou. Theo điều tra dân số năm 1996, tổng này có tổng dân số 34.496 người.

## Các thị xã và làng xã
- Bittou (15 459 dân) (thủ phủ)
- Bekoure (2 676 dân)
- Belayerla (1 230 dân)
- Bourzoaga (17 dân)
- Dema (1 535 dân)
- Fottigue (2 698 dân)
- Garanga (1 561 dân)
- Gnangdin (4 495 dân)
- Kankamogre (3 028 dân)
- Kankamogre-Peulh (960 dân)
- Kanyire (1 940 dân)
- Kodemzoaga (594 dân)
- Komtenga (157 dân)
- Largue (621 dân)
- Loaba (3 518 dân)
- Loaba-Peulh (1 768 dân)
- Mogande (350 dân)
- Mogande-Peulh (350 dân)
- Mogomnore (2 422 dân)
- Nianle (1 574 dân)
- Nohao (1 555 dân)
- Sangabouli (1 164 dân)
- Sawenga (5 039 dân)
- Tiba (1 692 dân)
- Zambanega (1 046 dân)
- Zampa (1 974 dân)
- Zekeze (2 571 dân)